# Embalse de Ximelis
El embalse de Ximelis es una infraestructura hidráulica española situada a unos 4,5 km al noroeste de la población de Alcarrás, aunque administrativamente se sitúa en el término municipal de Torres de Segre, en la comarca del Segriá, en la provincia de Lérida, Cataluña. 
Esta acumulación artificial del agua está formada por dos balsas artificiales, la principal y una segunda balsa más pequeña y de forma aproximadamente rectangular, situada en el noreste del embalse. Alrededor de las dos balsas se desarrolla una interesante vegetación propia de zonas salobres, con períodos de inundación temporal.
Construido inicialmente para el riego, recibe agua de la Acequia de Vilanova. Se ve sometido a fuertes oscilaciones del nivel del agua y llega a secarse casi por completo en verano, excepto en una pequeña zona del sector sur. Ocupa cerca de 4,5 hectáreas de superficie. A fecha de 2014 parece que ya no se utiliza para regar los campos adyacentes.